# Judaizm humanistyczny
Judaizm humanistyczny – nurt judaizmu, który podkreśla znaczenie kultury i historii Żydów jako najważniejszej części żydowskiej tożsamości, a nie wiary w Boga. Założycielem amerykańskiej odmiany tego ruchu był Sherwin Wine, były reformowany rabin. W krajach łacińskich częściej bywa określany jako judaizm laicki. Czasem używa się także nazwy judaizm świecki lub judaizm kulturowy. Przedstawiciele tego nurtu stoją na stanowisku, że słowa judaizm nie należy utożsamiać jedynie z religią żydowską, gdy judaizm oznacza zarówno religię Żydów, jak ich kulturę, zwyczaje, kuchnię, które były we wszystkich dawnych społecznościach nierozerwalnie związane. Judaizm humanistyczny odrzuca przede wszystkim nadprzyrodzony pierwiastek religijny, próbując zachować i uwspółcześnić pozostałe elementy kultury żydowskiej. Sam termin judaizm jest wytworem XIX-wiecznego religioznawstwa.

## Stosunki z innymi odłamami judaizmu
Według judaizmu humanistycznego Żyd to osoba, która studiuje świecką i religijną tradycję żydowską i deklaruje się jako Żyd, podczas gdy na przykład dla ultraortodoksyjnego judaizmu Żyd to tylko osoba urodzona jako Żyd lub po konwersji, która musi wierzyć w Boga i przestrzegać wszystkich przepisów Halachy. Ultraortodoksyjni Żydzi nie uznają innych odmian judaizmu, a za osoby porzucające go odmawiają kadisz, jakby umarły. Była to powszechna praktyka w przypadku przechrzt w dawnej Polsce. Żydów świeckich, reformowanych i umiarkowanie ortodoksyjnych uważają zaś za „bezbożnych gojów” i nie utrzymują z nimi stosunków. Tyczy się to na przykład chasydów satmarskich, którzy starają się utrzymać judaizm w formie, w jakiej występował w XVIII i XIX wieku wśród biedoty żydowskiej w małych miasteczkach (sztetlach) Europy Środkowo-Wschodniej; nie posiadają telewizorów, świeckich książek, w drugim i trzecim pokoleniu po przyjeździe do USA mówią nadal jako językiem ojczystym jidysz, są wielodzietni i nie uznają państwa Izrael. Chasydzi lubawiccy utrzymują zaś stosunki z umiarkowaną ortodoksją, która jest oficjalną religią państwową w Izraelu, i nie ograniczają tak bardzo kontaktów ze współczesną cywilizacją; nie uznają zaś Żydów reformowanych i humanistycznych, chociaż próbują, nie uznając ich za prawdziwych Żydów, jeśli nie mają ortodoksyjnej matki, nawracać ich na judaizm ortodoksyjny. W swoich poglądach judaizm humanistyczny najbliższy jest wczesnemu radykalnemu judaizmowi reformowanemu, który też odrzucił istnienie transcendentalnego Boga, konieczność obrzezania noworodków i konwertytów, w mniejszym stopniu lewemu skrzydłu współczesnego, amerykańskiego judaizmu reformowanego i judaizmowi rekonstrucjonistycznemu, który nie porzucił modlitw, twierdząc, że mają one zmienić przede wszystkim człowieka w środku, nie rzeczywistość, nie wyrzucił także odwołań do Boga, twierdząc jednocześnie, że Bóg jest projekcją ludzkich ideałów. Żydzi humanistyczni utrzymują stosunki z niektórymi Żydami reformowanymi.

## Poglądy

### Poglądy religijne
Nurt ten nie określa się jako ateistyczny, lecz jako ignostycki. To znaczy, że Żydzi humanistyczni nie głoszą oficjalnie, że Boga nie ma, lecz że wszelkie pytania o jego istnienie lub o jego atrybuty są pozbawione sensu, gdyż i tak nie da się tego stwierdzić racjonalnie. Sherwin Wine pisał, że Bogiem można nazwać jakąś siłę kosmiczną, która sprawia, że świat istnieje, czy naturę, ale lepiej po prostu słowa „Bóg” nie używać. Jego zdaniem ktoś, kto przyjmuje istnienie Boga, musi przyjąć także to, że Bóg pozwala na cierpienie i okrucieństwo, co znaczy, że jako istota wszechmocna jest niemoralny. Jednocześnie podkreślał, że nie wierzy także w możliwość doskonałości człowieka. Uważał, że człowiek jest istotą słabą i nieracjonalną. Judaizm ten odrzuca przede wszystkim objawienie Boga we wszechświecie w którymś konkretnym momencie historycznym, sensowność modlitwy, za sprawą której nie można zmienić rzeczywistości, ważność pozbawionej boskiego autorytetu Halachy m.in. w kwestii koszerności, konwersji, uznania, kto jest Żydem, przepisów dotyczących życia seksualnego. Ma się opierać przede wszystkim na łączności z wielowiekową kulturą żydowską, włączając w to pomijaną przez religijnych Żydów i często potępianą, zwłaszcza przez ultraortodoksów, kulturę świecką. W przeciwieństwie jednak na przykład do karaimów Żydzi humanistyczni nie odrzucają całkowicie Talmudu, lecz traktują go jako dokument historyczny, który należy studiować i znać, jednocześnie poddając go współczesnej krytyce. Czasem określają tę formę judaizmu jako judaizm post-talmudyczny jako kolejną formę rozwojową judaizmu po świątynnym i talmudycznym. Wine uważał także, że po Holocauście nie można twierdzić, że Bóg w jakiś szczególny sposób czuwa nad narodem żydowskim. Jako jedyny odłam judaizmu odrzuca konieczność obrzezania noworodków płci męskiej. Zamiast brit mila przeprowadza się brit shalom, czyli po prostu nadanie dziecku zarówno płci męskiej, jak i żeńskiej, imienia, co przyjęli obecnie od nich nieliczni reformowani rabini w USA. Konwersja nie wymaga zanurzenia w mykwie, obrzezania, polega jedynie na zaakceptowanej przez grupę deklaracji chęci zostania żydem. Judaizm humanistyczny pozwala na uczestniczenie w świętach innych religii gościnnie, nie zaleca jednak mieszania różnych tradycji religijnych podczas świąt. Rabini, w przeciwieństwie do większości rabinów reformowanych i wszystkich ortodoksyjnych, biorą udział przy ceremoniach ślubów żydów z nie-żydami. Nie ma też żadnych ograniczeń co do obecności zadeklarowanych homoseksualistów w synagogach.

### Poglądy polityczne
Judaizm świecki i humanistyczny wydaje często oświadczenia zbliżone poglądami do lewicy. W Ameryce określa się to liberalizmem. Oświadczenia dotyczą popierania praw nielegalnych imigrantów, równości płci, praw homoseksualistów i walki z homofobią, rozbrojenia atomowego, świeckości państwa. W Izraelu promotorem judaizmu humanistycznego jest Ja’ir Caban, były minister ds. absorpcji imigrantów w lewicowym rządzie Icchaka Rabina, członek socjaldemokratycznej partii Merec-Jachad. Jest m.in. wiceprezesem International Federation of Secular Humanistic Jews.

## Historia i organizacja
Żydzi humanistyczni za swoich prekursorów uznają Alberta Einsteina, Zygmunta Freuda i Barucha Spinozę. Judaizm humanistyczny powstał w 1963 roku w USA. Pierwsze spotkania odbywały się w lokalnej loży masońskiej. Pierwszą własną synagogą była The Birmigham Temple w Michigan. Większość z obecnych 30 wspólnot zaczynało jako małe grupy spotykające się w domach prywatnych. Obecnie większe mają własne synagogi, a mniejsze spotykają się w wynajmowanych okazyjnie salach, na przykład na uniwersytecie. Podczas nabożeństw Żydzi humanistyczni nie modlą się, nie wzywają imienia Boga, zamiast Tory czytają zaś przede wszystkim fragmenty świeckich książek napisanych przez Żydów. Nabożeństwo może być prowadzone zarówno przez rabina, czyli osobę po studiach judaistycznych, lub osobę bez takich studiów. Polega ono przeważnie na wspólnej dyskusji na temat judaizmu, historii i kultury żydowskiej lub jakiejś żydowskiej książki, może to być zarówno książka świecka napisana przez Żyda, jak i Talmud lub Biblia (dokonuje się próby odnalezienia humanistycznego przesłania w dawnych tekstach), lub oglądaniu żydowskiego filmu, czasem także na wspólnym śpiewaniu pieśni i piosenek żydowskich po hebrajsku, angielsku lub w jidisz. Odbywają się także degustacje kuchni żydowskiej.
Żydzi humanistyczni obchodzą większość świąt żydowskich, nadając im jednak świecki charakter. Organizowane są bale podczas święta Purim, sedery z okazji święta Paschy, zapala się chanukiję. W czasie Jom Kipur czyta się teksty, które mają skłonić do przemyśleń o swoim złym postępowaniu w mijającym roku. Obowiązkiem żyda humanistycznego jest studiowanie tradycji świeckiej i religijnej Żydów. Modlitwę zastępuje czytanie żydowskiej książki lub oglądanie żydowskiego filmu w grupie lub w samotności. Przy świątyniach w USA często istnieją także biblioteki z książkami o tematyce żydowskiej.
Zrzesza on w USA i Kanadzie około 25 tys. ludzi, na całym świecie zaś 50 tys. Pojedyncze wspólnoty istnieją na wszystkich kontynentach. Kilka synagog jest w Izraelu, w Europie prężnie działa synagoga w Brukseli. Została założona w 1965 roku i ma 6 tys. członków. W 2011 roku gościem tej wspólnoty był ambasador Polski w Belgii Sławomir Czarlewski, który gościł tam w czasie dyskusji o stosunkach polsko-żydowskich. Do niedawna wszyscy rabini w synagogach humanistycznych byli absolwentami Hebrew Union College, największej na świecie uczelni kształcącej rabinów reformowanych. W 2006 roku jednak trzy osoby ukończyły studia rabinackie w International Institute for Secular Humanistic Judaism w Jerozolimie, co wywołało sprzeciw naczelnego rabina Izraela Jony Metzgera, chociaż nie uznaje on także rabinów reformowanych.

### Judaizm świecki poza zorganizowanym judaizmem humanistycznym
Dodatkowo na świecie jest wielu Żydów, którzy określają się jako Żydzi świeccy i nie praktykują żadnej odmiany judaizmu w grupie. Obecnie 41% izraelskich Żydów określa się jako Żydzi świeccy. Nie ma to jednak związku z formalną przynależnością do jakiejś organizacji, lecz z szacunkiem dla tradycji żydowskiej przy jednoczesnym braku przekonania co do konieczności regularnego praktykowania judaizmu. Żydzi ci nie uczęszczają regularnie na szabaty, nie modlą się, ale na przykład 81% z nich zasiada do rodzinnego sederu podczas święta paschy. Niektórzy, chociaż nie chodzą regularnie do synagogi, celebrują tam żydowskie ryty przejścia, jak brit mila czy bar micwa. Inni organizują prywatne bar micwy o charakterze świeckim. Różnią się oni także w kwestii obrzezania. Większość świeckich Żydów nadal dokonuje tego, w ostatnich latach jednak wzrasta liczba osób porzucających tę praktykę. W ostatnich latach pojawią się także głosy na temat wprowadzenia w Izraelu świeckich konwersji. Miałaby się one opierać na egzaminie ze znajomości języka hebrajskiego oraz kultury i historii Żydów, gdyż obecnie osoby, które nie mają matki Żydówki, a czują się Żydami po ojcu lub dziadkach, żeby zostać oficjalnie uznanymi za Żyda, muszą przejść ortodoksyjną konwersję, chociaż na przykład większość imigrantów z Rosji nie chce praktykować tej odmiany judaizmu. W USA ponad połowa z 5 mln Żydów deklaruje się jako Żydzi świeccy. Tylko 2 mln Żydów amerykańskich należy do jakiejś synagogi. Część z nich studiuje samodzielnie tradycję żydowską i zachowuje niektóre elementy żydowskiej tożsamości. Dawniej elementy judaizmu, nadając im świecki charakter, wykorzystywał Bund, który zrzeszał przede wszystkim żydowskich robotników sceptycznych wobec religii. W Polsce współczesnej wykorzystuje je TSKŻ, który jest organizacją niereligijną i jednocześnie największą organizacją żydowską. Nie ordynuje jednak rabinów i nie przeprowadza konwersji, w przeciwieństwie do synagog humanistycznych.
W 1928 roku na polecenie Józefa Stalina w ZSRR utworzono Żydowski Obwód Autonomiczny. Miała tam kwitnąć kultura jidysz. Ludność żydowska nigdy jednak nie stanowiła tam więcej niż 18% ludności z uwagi na niski poziom rozwoju gospodarczego i położenie geograficzne przy granicy z Chinami. Obecnie Żydzi stanowią tam tylko 1,5% ludności, gdyż w 1991 roku, kiedy Michaił Gorbaczow pozwolił Żydom na wyjazd z ZSRR, prawie wszyscy wyjechali do Izraela.
W książce autobiograficznej Miłość i wygnanie Isaac Bashevis Singer określił swoje żydostwo jako „rodzaj świeckiej żydowskości, wymykającej się wszelkim definicjom”.